# Word of Mouf
| Críticas profissionais | Críticas profissionais |
| Avaliações da crítica  | Avaliações da crítica  |
| Fonte                  | Avaliação              |
| ---------------------- | ---------------------- |
| Allmusic               | [ 1 ]                  |
| Robert Christgau       | (B-)                   |
| Entertainment Weekly   | (B)                    |
| Los Angeles Times      | [ 4 ]                  |
| HipHopDX               | [ 5 ]                  |
| RapReviews             | [ 6 ]                  |
| Rolling Stone          | [ 7 ]                  |
| USA Today              | [ 8 ]                  |

Word of Mouf é o segundo álbum de estúdio de Ludacris, lançado em 2001. Def Jam South decidiu lançar o álbum mais cedo quando cópias piratas das faixas do álbum começaram a aparecer em redes populares de P2P, como o LimeWire. O álbum vendeu mais de 281,000 cópias na primeira semana, estreando na terceira posição da Billboard 200 e chegou a ser certificado como platina tripla. É o mais vendido de Ludacris até hoje com vendas superiores a 3,616,000 cópias nos Estados Unidos, até Julho de 2009.
Foi nomeado para um Grammy Award de Melhor Álbum de Rap em 2003, mas perdeu para o The Eminem Show de Eminem.

## Lista de faixas
| #  | Título                                       | Produtor(es)    | Participação especial(is)        | Duração |
| -- | -------------------------------------------- | --------------- | -------------------------------- | ------- |
| 1  | "Coming 2 America"                           | Bangladesh      |                                  | 4:23    |
| 2  | "Rollout (My Business)"                      | Timbaland       |                                  | 4:58    |
| 3  | "Go 2 Sleep"                                 | Bangladesh      | I-20, Fate Wilson, Three 6 Mafia | 5:12    |
| 4  | "Cry Babies (Oh No)"                         | Swizz Beatz     |                                  | 5:58    |
| 5  | "She Said"                                   | Organized Noise | Fate Wilson                      | 4:35    |
| 6  | "Howhere (Skit)"                             | I-20 & Ludacris |                                  | 1:13    |
| 7  | "Area Codes"                                 | Jazze Pha       | Nate Dogg                        | 5:03    |
| 8  | "Growing Pains"                              | P. King         | Fate Wilson & Keon Bryce         | 4:51    |
| 9  | "Greatest Hits (Skit)"                       | Mike Johnson    |                                  | 1:18    |
| 10 | "Move Bitch"                                 | KLC             | Mystikal & I-20                  | 4:30    |
| 11 | "Stop Lying (Skit)"                          |                 | I-20                             | 1:38    |
| 12 | "Saturday (Oooh Oooh!)"                      | Organized Noise | Sleepy Brown                     | 3:52    |
| 13 | "Keep It on the Hush"                        | Jazze Pha       |                                  | 4:48    |
| 14 | "Word of Mouf (Freestyle)"                   | Chaka Zulu      | 4-Ize                            | 2:13    |
| 15 | "Get the Fuck Back"                          | Bangladesh      | Shawnna, I-20 & Fate Wilson      | 5:21    |
| 16 | "Freaky Thangs"                              | Bangladesh      | Twista & Jagged Edge             | 5:34    |
| 17 | "Cold Outside"                               | Jook            | Chimere                          | 6:05    |
| 18 | "Block Lockdown"                             | Bangladesh      | I-20                             | 4:25    |
| 19 | "Welcome to Atlanta" (Faixa bônus/escondida) | Jermaine Dupri  | Jermaine Dupri                   | 3:41    |

## Paradas
| Parada (2000)                    | Posição topo |
| -------------------------------- | ------------ |
| Billboard Top R&B/Hip-Hop Albums | 1            |
| Billboard 200                    | 3            |